# It Won't Be Soon Before Long
It Won't Be Soon Before Long é o segundo álbum de estúdio do Maroon 5, lançado em 22 de Maio de 2007. Chegou quase cinco anos depois do primeiro álbum, Songs About Jane. O nome foi tirado de uma frase da banda adotada para mantê-los motivados durante a turnê.
O álbum estreou na primeira posição da Billboard 200, com 429 mil cópias vendidas em sua primeira semana; dessas, 102 mil foram digitais, sendo o primeiro álbum a ter ultrapassado 100 mil cópias digitais vendidas em uma semana.
O álbum vendeu até hoje cerca de 7 milhões de cópias.

## Faixas
1. "If I Never See Your Face Again" (Adam Levine/James Valentine) (Produzido por Mike Elizondo, Mark "Spike" Stent e Maroon 5, produção adicional de Mark Endert) – 3:21
2. "Makes Me Wonder" (Adam Levine/Jesse Carmichael/Mickey Madden) (Produzido por Mark Endert e Maroon 5) – 3:31
3. "Little of Your Time" (Adam Levine) (Produzido por Eric Valentine e Maroon 5) – 2:17
4. "Wake Up Call" (Adam Levine/James Valentine) (Produzido por Mike Elizondo, Mark "Spike" Stent, Sam Farrar e Maroon 5, co-produção por Mark Endert) – 3:21
5. "Won't Go Home Without You" (Adam Levine) (Produzido por Mike Elizondo, Mark "Spike" Stent e Maroon 5) – 3:51
6. "Nothing Lasts Forever" (Adam Levine) (Produzido por Mike Elizondo, Mark "Spike" Stent e Maroon 5) – 3:07
7. "Can't Stop" (Adam Levine/James Valentine) (Produzido por Eric Valentine e Maroon 5) – 2:32
8. "Goodnight Goodnight" (Adam Levine) (Produzido por Mike Elizondo, Mark "Spike" Stent e Maroon 5) – 4:03
9. "Not Falling Apart" (Adam Levine) (Produzido por Mike Elizondo, Mark "Spike" Stent e Maroon 5) – 4:03
10. "Kiwi" (Adam Levine/Jesse Carmichael) (Produzido por Mike Elizondo, Mark "Spike" Stent e Maroon 5) – 3:34
11. "Better That We Break" (Adam Levine) (Produzido por Mike Elizondo, Mark "Spike" Stent e Maroon 5) – 3:06
12. "Back at Your Door" (Adam Levine/Jesse Carmichael) (Produzido por Mark Endert e Maroon 5) – 3:47

### Faixas Bônus

#### Divulgação: Reino Unido, Austrália e Nova Zelândia
1. "Until You're Over Me" – 3:15
2. "Infatuation" – 4:25

#### Divulgação: Japão
1. "Until You're Over Me" – 3:15
2. "Infatuation" – 4:25
3. "Losing My Mind" – 3:21

#### Divulgação: Malásia, Singapura, Filipinas, México e União Europeia
1. "Infatuation" – 4:25

#### DivulgaçãoiTunes
1. "Figure It Out" – 2:59
2. "Infatuation" – 4:25

### Remixes
- Makes Me Wonder (Remix) (Feat. Mims) 
  - Produzido por Stargate
- Makes Me Wonder (Remix) 
  - Produzido por Cory Bold

## Datas de lançamento
| País          | Data             |
| ------------- | ---------------- |
| Japão         | 16 de Maio, 2007 |
| Países Baixos | 18 de Maio, 2007 |
| Itália        | 18 de Maio, 2007 |
| Suíça         | 18 de Maio, 2007 |
| Irlanda       | 18 de Maio, 2007 |
| Bélgica       | 18 de Maio, 2007 |
| Austrália     | 19 de Maio, 2007 |
| Reino Unido   | 21 de Maio, 2007 |
| França        | 21 de Maio, 2007 |
| Brasil        | 22 de Maio, 2007 |
| EUA           | 22 de Maio, 2007 |
| Canadá        | 22 de Maio, 2007 |
| Suécia        | 23 de Maio, 2007 |
| Alemanha      | 25 de Maio, 2007 |